# Le Pain quotidien (film, 1970)
 (juillet 2025).
Pour plus de détails, voir Fiche technique et Distribution.
Le Pain quotidien est un court métrage français réalisé par Philipe Bordier, sorti en 1970. 

## Fiche technique
- Titre : Le Pain quotidien
- Réalisation : Philipe Bordier
- Assistants : Gérald Lafosse et Jean-Pierre Bouyxou
- Scénario : Philipe Bordier
- Photographie : Jean Blancquaert
- Montage : Philipe Bordier
- Musique : Georges Le Gloupier[1] et Jean-Louis Turdule
- Production : Ciné Golem
- Pays d'origine :  France
- Durée : 20 minutes
- Date de sortie : novembre 1970

## Distribution
- Jean Callas
- Martine Broustra
- Mora Laurent